# The Notorious B.I.G.
Christopher George Latore Wallace (New York, 1972. május 21. – Los Angeles 1997. március 9.), művésznevén The Notorious B.I.G., amerikai rapper. Ismert még, mint Biggie Smalls.
Wallace Brooklynban, New York egyik kerületében nőtt fel. Első albumával, a Ready to Die-jal (1994) egyből a keleti-parti hiphop egyik meghatározó alakjává nőtte ki magát. A következő évben a Junior M.A.F.I.A.-t próbálta a slágerlisták elejére juttatni. Második albumának felvételekor belebonyolódott a keleti- és nyugati-part között kialakult konfliktusba.
1997. március 9-én, egy ismeretlen tettes lövéseket adott le Wallace autójára, megölve ezzel Wallace-t. Life After Death című lemeze tizenöt nappal később jelent meg, és egyből az első helyen debütált a listákon, valamint 2000-ben gyémántlemez lett. Wallace rappelése "laza és könnyed", szövegeit gyakran saját életéből meríti. Halála után három lemez jelent meg a neve alatt. Az MTV Legnagyobb MC-k listáján harmadik helyezést ért el. Hivatalos adatok szerint 17 millió lemezt adott el az Egyesült Államokban.

## Gyermekkora
Wallace a St. Mary Kórházban született, majd Bedford-Stuyvesantben nőtt fel, Brooklyn egyik részében. Wallace volt az egyetlen gyermeke Voletta Wallace, óvónőnek és George Latore, hegesztő és jelentéktelen jamaicai politikusnak. Apja elhagyta a családot, amikor Wallace kétéves volt. A Queen of All Saints Middle Schoolban kitűnt az osztályból, versenyeken indult. A "Big" becenevet még 10 éves kora előtt kapta, testalkata miatt. Tizenkét éves korában elkezdett drogokat árulni. Édesanyja nem tudta ezt, egészen addig, amíg Wallace fel nem nőtt.
Kérésére, Wallace-t áthelyezték a római katolikus Bishop Loughlin Memorial High Schoolba, hogy bekerüljön a George Westinghouse Career and Technical Education High Schoolba. Édesanyja szerint fia még mindig jó tanuló volt, de előtört belőle az "okostojás" attitűd. Tizenhét évesen kirúgták az iskolából, ekkor jutott tudomására, hogy apa lesz. Ezután nagyon sok bűncselekményben vett részt. 1989-ben fegyverek miatt kapott öt év próbaidőt, azonban 1990-ben megszegte a próbaidőt, és letartóztatták. Egy évvel később megint letartóztatták, crack árusítása miatt. Kilenc hónapot töltött a rácsok mögött, mielőtt lerakták az óvadékot.

## Zenei pályafutása

### Biggie Smallsból The Notorious B.I.G.
Wallace még tinédzser korában kezdett el rappelni. Miután kiszabadult a börtönből, elkezdett dolgozni demókazettáján, Biggie Smalls néven; ezt a nevet testalkata miatt kapott beceneve miatt választotta (ekkor 191 cm magas és 130 kg fölött volt testsúlya). A felvétel kapott egy nem túl komoly szerződést, DJ Mister Cee népszerűsítette, aki korábban dolgozott Big Daddy Kane, ezek mellett még meghallgatta a The Source című magazin szerkesztője is.
1992 márciusában szerepelt a The Source egyik rovatában, amiben a feltörekvő rapperek szerepeltek, valamint felkérték, hogy készítsen egy felvételt más ismeretlen művészekkel, ami szokatlan volt abban az időben. A demót meghallgatta az Uptown Records, valamint Sean Combs szeretett volna találkozni Wallaceszal. Azonnal leszerződött az Uptownhoz, és szerepelt a Heavy D & the Boyz "A Buncha Niggas" című számában. Miután leszerződött a kiadóhoz Wallace, Combsot kirúgták onnan és új kiadót csinált. Wallace követte őt és 1992 közepén leszerződött Combs új kiadójához, a Bad Boy Recordshoz. 1993. augusztus 8-án, Wallace barátnője életet adott első gyermekének, T'yannának. Wallace folytatta a drogárusítást, hogy mindenben segíteni tudja gyermekét. Egyszer Combs felfedezte ezt, és Wallace leállt vele.
Wallace nagy sikert ért el Mary J. Blige "Real Love" című dalának remixével, ezúttal már The Notorious B.I.G. néven, ugyanis felfedezte, hogy a Biggie Smalls név, már használatban van. A "Real Love" hetedik helyezést ért el a Billboard listáján. Ezután Blige "What's the 411?" című számát dolgozta fel. Folytatta ezt az utat és több számot dolgozott fel, olyan előadóktól, mint Neneh Cherry ("Buddy X") és Super Cat ("Dolly My Baby"). 1993 áprilisában jelent meg első saját száma, a "Party and Bullshit", ami filmbetétdal volt. 1994 júliusában szerepelt LL Cool J-vel és Busta Rhymesszal a "Flava in Ya Ear" című szám feldolgozásában, elérve kilencedik helyezést a Billboard listán.

### Ready to Dieés a házasság
1994. augusztus 4-én házasodott össze Faith Evansszel, miután találkoztak a Bad Boy Records egyik fotózásán. Négy nappal később elérte első pop-listás sikerét a "Juicy/Unbelievable" című kislemezével, ami huszonhetedik helyezést ért el, mint a debütáló albumának beharangozója.
1994. szeptember 13-án, megjelent Ready to Die című debütáló albuma, ami tizenharmadik helyezést ért el a Billboard 200 listán, valamint négyszeres platinalemez lett. Az album akkor jelent meg, amikor a nyugati-parti hiphop uralkodott az amerikai listákon, a Rolling Stone szerint: "szinte egymaga... vonzza a figyelmet a keleti-parti rapre." Erős visszajelzéseket kapott megjelenésekor és utólag is. Ezen kívül a "Juicy" és a platinalemez, a "Big Poppa", ami első helyezést ért el a rap toplistán, valamint a "One More Chance" is sikeresek voltak.

### Junior M.A.F.I.A. és a tengerparti viszály
1995 augusztusában, Wallace pártfogolt együttese, a Junior M.A.F.I.A. ("Junior Masters At Finding Intelligent Attitudes") kiadta debütáló albumát, a Conspiracyt. Az együttes tagjai Wallace gyerekkori barátaiból állt össze, többek közt Lil' Kim és Lil' Cease, akik később szólókarrierbe kezdtek. Az albumból aranylemez lett, és olyan kislemezek, mint a "Player's Anthem" és a "Get Money", amiken Wallace is szerepelt, arany-, valamint platinalemez lett. Wallace folytatta a közreműködéseket R&B csapatokkal, olyanokkal, mint a Total ("Can't You See") és a 112 ("Only You"). Ez a két dal benne volt a top 20-ban a 100-as listán. Az év végére, már Wallace volt legsikeresebb férfi előadó, az eladások szempontjából a pop- és R&B-listákon. 1995 júliusában szerepelt a The Source címlapján. A Source, 1995 augusztusában jelölte a legjobb új előadónak, a legjobb szövegírónak, a legjobb élő előadónak, és debütáló albumát az év albumának. A Billboard Awardson Ő volt az év legjobb előadója.
Sikerévében belebonyolódott a nyugati- és keleti-part között kialakult konfliktusba Tupac Shakurral, korábbi társával együtt. Egy interjúban, amit a Vibe magazinnak adott Shakur, megvádolta az Uptown Records alapítóját, Andre Harrellt, Sean Combsot, és Wallacet, hogy tudtában voltak egy rablásnak, amiben Shakurt többször is meglőtték, és több, mint 40 ezer dollár értékű ékszert veszített el, 1994. november 30-án. Ezzel ellentétben, Wallace és kísérete ugyanabban a manhattani stúdióban tartózkodtak, és tagadták a vádakat.
Miután kiengedték Shakurt a börtönből, leszerződött a Death Row Recordshoz, 1995. október 15-én. Ezért a Bad Boy és a Death Row nem csak üzleti ellenfelek voltak, hanem bekapcsolódtak az intenzív veszekedésbe.

### Letartóztatások, Shakur halála, és a második gyermek
1995 szeptemberében, Wallace elkezdett dolgozni második albumán. Az albumot New Yorkban, Trinidadban és Los Angelesben vették fel, viszont meg kellett szakítani károk, jogi huzavonák miatt, valamint a hiphop konfliktus nagy médiavisszhangja is közrejátszott. Ez idő alatt még közreműködött Michael Jackson HIStory című albumában is.
1996. március 23-án, letartóztatták egy manhattani szórakozóhelyen, mert megfenyegetett két autogram kérő rajongót, hogy megöli őket, betörte a taxijuk ablakát, kihúzta az egyiket és megütötte. A tárgyaláson bűnösnek találták másodfokú zaklatás miatt és száz óra közmunkára ítélték. 1996 közepén, letartóztatták new jersey-i házában, drog- és fegyverbirtoklás miatt.
1996 júniusában, Shakur kiadta "Hit 'Em Up" című dalát, amelyben Shakur azt állította, hogy szexuális aktust folytatott Wallace feleségével és hogy Wallace ellopta a stílusát. Wallace közvetlenül nem reagált erre, azonban egy 1997-es interjúban elmondta, hogy ez nem az Ő stílusa.
1996. szeptember 7-én, Shakurt többszörösen meglőttek egy autóból, Las Vegasban és hat nappal később belehalt a lövés okozta komplikációkba. Pletykák, miszerint Wallace szerepet játszott Shakur halálában, szinte azonnal felmerültek, erről Chuck Philips, a Los Angeles Times riportere oknyomozó riportot készített 2002 szeptemberében. Wallace, arra hivatkozva, hogy Ő egy new york-i stúdióban tartózkodott akkor, tagadta a vádakat. Az eset után egy erőszakmentes hiphop találkozót tartottak.
1996. október 29-én, Faith Evans megszülte Wallace második gyermekét, Christopher "C.J." Wallace, Jr.-t. A következő hónapban, Lil' Kim, a Junior M.A.F.I.A.-tag, megjelentette első szólóalbumát, Wallace segítségével.

### Life After Deathés az autóbaleset
A felvételek alatt, mikor második albumának címe "Life After Death... 'Til Death Do Us Part"-ról egyszerűen Life After Deathre változtatták, Wallace autóbalesetet szenvedett és bal lába eltörött, kerekesszékbe kényszerült. A sérülés arra kényszerítette, hogy sétabotot használjon.
1997 januárjában 41 000 dollár kártérítést kellett fizetnie egy koncertszervezőnek, mert azt állította, hogy Wallace és kísérete megverték 1995 májusában. Az azelőtti évben történtek után, Wallace arról beszélt, hogy a nyugalomra kell összpontosítania. Az édesanyám...a fiam...a lányom...a családom...és a barátaim...ezek, amik most a legfontosabbak nekem.

## Halála
Wallace Kaliforniába utazott 1997 februárjában, hogy népszerűsítse új albumát és, hogy felvegyen egy videót "Hypnotize" című dalához. 1997. március 5-én, interjút adott a "Dog House" talkshownak a KYLD rádióadóban, San Franciscóban. Az interjúban megemlítette, hogy testőröket fogadott fel, mert féltette biztonságát; ez elsősorban azért volt, mert hírességnek tekintették általában, nem pedig rappernek. A Life After Death megjelenési dátumát 1997. március 25-ére tették. 1997. január 8-án, Biggie Smalls és Sean Combs videót készítettek, Dave Meyers rendezésében, a "What's Beef"-et. 1997. március 8-án, meg lett hívva a tizenegyedik évi Soul Train Music Awardsra, Los Angelesbe, ahol szidalmazták sokan a közönség közül. A rendezvény után meg lett hívva az after partyra, amit a Vibe magazin és a Qwest Records rendezett a Petersen Automotive Museumban. A többi meghívott Faith Evans, Sean Combs, Aaliyah és a Bloods és Crips bandák tagjai.
1997. március 9-én Wallace 0:30-kor elhagyta helyszínt kíséretével, két GMC Suburban típusú autóval, hogy visszatérjen a hotelbe, miután a tűzoltóság feloszlatta a rendezvényt, túltömörülés miatt. Wallace az anyósülésen utazott az autóban, az autóban voltak még Damion "D-Roc" Butler, Lil' Cease és a vezető, Gregory "G-Money" Young. Combs egy másik autóban utazott, három testőrrel. A két autó egy Chevrolet Blazer vezetésével vonult, ami a Bad Boys biztonsági igazgatóját vitte.
0:45-kor az utcák tele voltak azokkal, akik elhagyták a rendezvényt, amelyről Wallace is elment. Wallace autója megállt a piros lámpánál 46 méterre a rendezvény helyszínétől. Egy fekete Chevrolet Impala SS is megállt Wallace autója mellett. Az Impala vezetője, egy afro-amerikai férfi kék öltönyben és csokornyakkendőben, lehúzta az ablakot, és kezében egy 9mm-es pisztollyal tüzet nyitott Wallace autójára; négy golyó eltalálta Wallacet a mellkasánál. Kísérete azonnal a Cedars-Sinai Medical Centerbe vitte, de nem tudtak rajta segíteni, hajnali negyed kettőkor belehalt sérüléseibe.